# حزب دموکراتیک ملی (عراق)
حزب دموکراتیک ملی (عربی: الحزب الوطنی الدیمقراطی) یک حزب سیاسی سکولار در کشور عراق است. حزب دموکراتیک ملی پس از حمله به عراق در سال ۲۰۰۳ تأسیس شد. چند عراقی، از جمله نصیر الجاردرجی، پسر رهبر سابق کمیل الجاردرجی، و عبدالامیر عبود رحیمه از مؤسسان حزب بودند.
این حزب در انتخابات ۲۰۰۵ عراق شرکت کرد و ۳۶۷۹۵ رأی کسب کرد که برای کسب یک کرسی کافی بود. این حزب نماینده خود در انتخابات دسامبر ۲۰۰۵ نمایندگی پارلمان را از دست داد، اما هاشم عبدرحمان الشبلی یکی از اعضای برجسته از طرف فهرست ملی عراق به عنوان وزیر دادگستری معرفی شد.
در انتخابات فرمانداری ۲۰۰۹ در بصره، این حزب در لیست «گرایش ملی» همراه با حزب کمونیست عراق، گردهمایی مردم سالار دموکراتیک و پسران مستقل عراق رقابت می‌کند.